# Trimberg bei Reichensachsen
Trimberg bei Reichensachsen ist ein Naturschutzgebiet im nordhessischen Werra-Meißner-Kreis. Es umfasst die Bergkuppe des Trimbergs, die sich mit einer Höhe von 332,6 m westlich und nördlich des Wehrebogens erhebt. Die Vegetation besteht aus artenreichen Buchenwäldern, die in großen Teilen aus einer ehemaligen Niederwaldbewirtschaftung hervorgegangen sind. Die forstlich nur noch extensiv genutzten Wälder haben eine hessenweite Bedeutung durch die enge Verzahnung vielfältiger Waldgesellschaften auf Muschelkalk, die von Säumen, Verbuschungsflächen und Mähwiesen begleitet werden. Um die im Gebiet des Trimberges lebenden seltenen Tierarten und die hier vorkommenden gefährdeten Pflanzenarten und ihre Lebensräume zu schützen, wurde der Bereich im Dezember 1993 zum Naturschutzgebiet erklärt und später an die EU-Kommission als Flora-Fauna-Habitat-Gebiet für das länderübergreifende Schutzgebietssystems Natura 2000 gemeldet.

## Geografische Lage
Das Schutzgebiet des Trimberges befindet sich westlich des Ortsteils Reichensachsen und nördlich des Ortsteils Oetmannshausen der Gemeinde Wehretal im Werra-Meißner-Kreis in Hessen. Zwischen dem Trimberg und der Wehre verlaufen in unmittelbarer Nähe östlich die Bundesstraße 27 und südlich die Bundesstraße 7. An der Ostseite des Trimberges verläuft die Bahnstrecke zwischen Bebra und Göttingen und südlich und östlich die aufgegebene Bahnstrecke von Reichensachsen West nach Waldkappel, von deren ehemaligem Bahndamm Abschnitte in das FFH-Gebiet integriert wurden. Die sich noch teilweise im Bau befindende Trasse der Bundesautobahn 44 verläuft im Randbereich durch die zwei parallelen Tunnelröhren des Tunnels Trimberg und am nördlichen Tunnelende in offener Bauweise durch den geschützten Bereich.
Das Schutzgebiet liegt im „Geo-Naturpark Frau-Holle-Land“. Naturräumlich wird es der Teileinheit „Finkenberg-Dachsberg-Zug“ im Meißnergebiet des „Fulda-Werra-Berglandes“ zugeordnet, das zu der Haupteinheitengruppe „Osthessisches Bergland“ gehört.

## Unterschutzstellung
Mit Verordnung des Regierungspräsidiums Kassel vom 9. Dezember 1993 wurden die Buchenwälder mit den eingestreuten Kalkmagerrasenflächen und die aufgelassene Tongrube an der Südseite des Trimberges zum Naturschutzgebiet erklärt. Zweck der Unterschutzstellung war es, die aus Stockausschlag entstandenen, edellaubholzreichen Buchenwälder auf den flachgründigen Kalksteinverwitterungsböden und die Feuchtgebiete in dem ehemaligen Tongrubengelände als Lebensraum für die dort vorkommenden seltenen Tier- und Pflanzenarten zu sichern, zu erhalten und weiterzuentwickeln. Das Schutzgebiet mit einer Größe von 62,0 Hektar hat die nationale Kennung 1636024 und den WDPA-Code 165949.
Da der Trimberg „schutzwürdige natürliche Lebensräume und Arten“ aufweist, „die in ihrer Besonderheit einen Teil des Naturerbes der Europäischen Gemeinschaft darstellen“, wurde das Naturschutzgebiet mit einer auf 158,8 Hektar vergrößerten Fläche als Flora-Fauna-Habitat-Gebiet mit der Nummer 4824-302 Teil des Schutzgebietssystems Natura 2000. Das FFH-Gebiet ist mit 158,8 Hektar um 95,71 Hektar größer als das gleichnamige Naturschutzgebiet. Die Erweiterungsflächen, mit den im Rahmen der Untersuchungen zur A 44 festgestellten Landhabitaten des Kammmolchs und der Gelbbauchunke, schließen sich im Südosten, Süden und Westen direkt an das ursprüngliche Naturschutzgebiet an. Auch der nordwestlich liegende Waldbereich des angrenzenden FFH-Gebiets „Werra- und Wehretal“ wurde dem Trimberg zugeordnet. Die Festsetzung der Gebietsgrenzen und der Erhaltungsziele erfolgte in der „Verordnung über die Natura 2000-Gebiete in Hessen“ vom 16. Januar 2008.
An die Wälder des Trimbergs grenzt ein großes zusammenhängendes Laubwaldgebiet, das sich in nordwestlicher Richtung bis zum Meißner erstreckt. Es gehört zu einem Teilbereich des FFH-Gebiets 4825-302 „Werra- und Wehretal“. Das mit einer Fläche von rund 24.482 Hektar größte FFH-Gebiet des Werra-Meißner-Kreises soll vorrangig dem Schutz gefährdeter Fledermausarten sowie der Sicherung von Buchenwäldern mit ihren kleinräumig eingestreuten Offenlandlebensräumen dienen.

## Natur
Der geologische Untergrund des Schutzgebiets besteht aus den Gesteinen des Trias, Muschelkalk und Buntsandstein. Muschelkalk bildet das Hauptsubstrat, Oberer Buntsandstein, der Röt genannt wird, steht nur im südlichen Teilbereich an.

### Vegetation

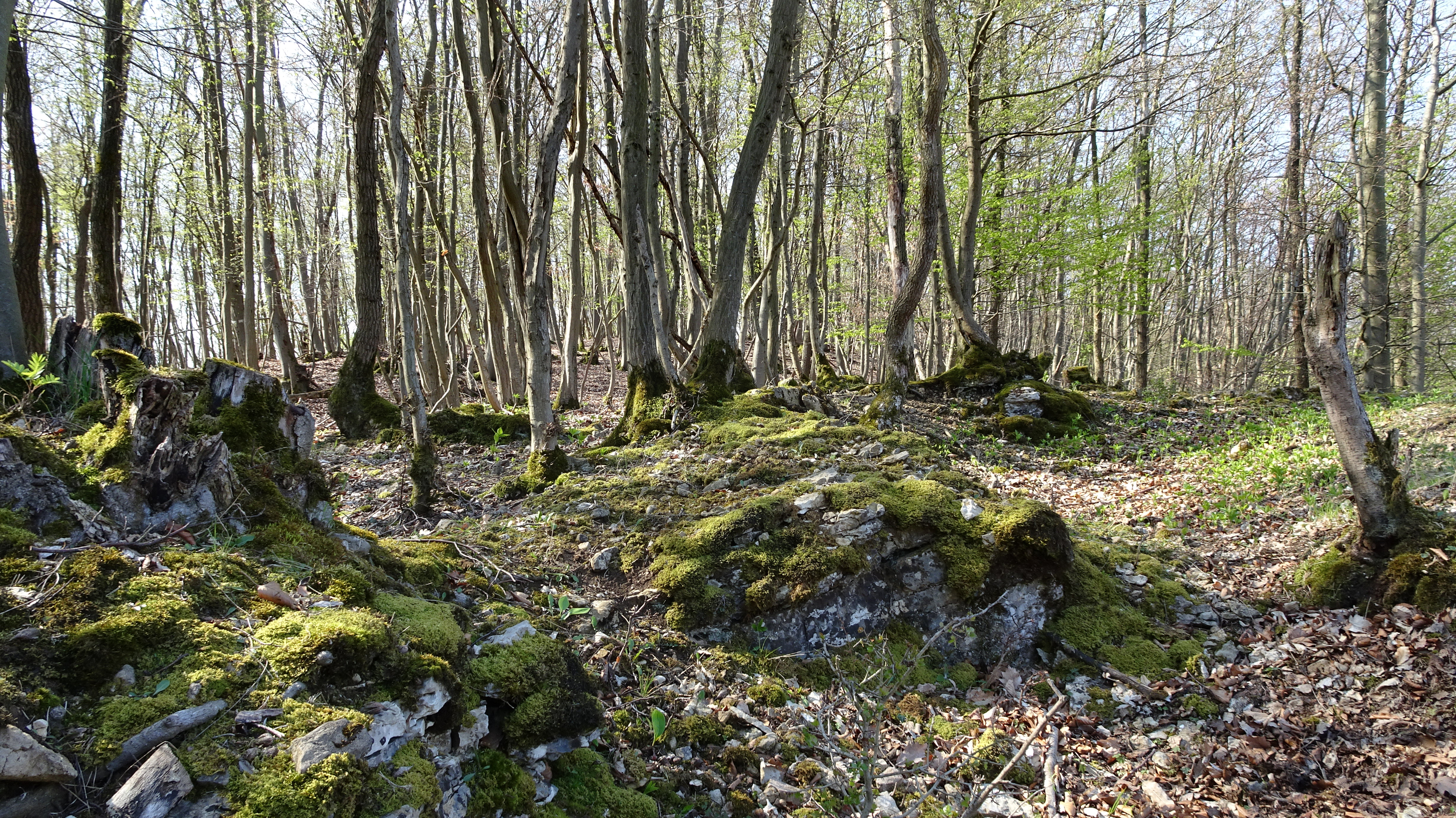
Im Kammbereich des Trimberges sind noch Spuren der früheren Nutzung als Niederwald vorhanden.

Der Wald des Trimberges wird charakterisiert als ein artenreicher, edellaubholzreicher Kalk-Buchenwald mit Saumgesellschaften und Gebüschen, der auf verschiedenen Standorten unterschiedlich ausgeprägt ist. Auf den trockenen Flächen im Kammbereich und an der Südostseite sind die Strukturen, die durch die frühere Bewirtschaftung als Niederwald zur Gewinnung von Eichenlohe entstanden sind, noch erkennbar. Auf den flachgründigen steinigen Böden lässt die Wuchskraft der Bäume, die vorwiegend aus Stockausschlag hervorgegangen sind, erheblich nach. Die Bäume erreichen hier nur eine geringe Höhe. Nach dem Ende der Niederwaldnutzung setzte sich in der natürlichen Waldentwicklung die Rotbuche gegenüber der Eiche als dominante Holzart durch und bildet die Pflanzengesellschaft des Orchideen-Buchenwalds. Unter dem lichten Kronendach auf kalkhaltigem Gestein und in wärmebegünstigter Lage finden heimische Orchideen, wie Frauenschuh und Rotes Waldvöglein Bedingungen, die sie mögen.
Auf den frischen Bereichen kommt Waldmeister-Buchenwald vor, in dem sich vor dem Laubaustrieb eine blütenreiche Pflanzendecke aus Buschwindröschen, Bärlauch und Lerchensporn ausbreitet. Charakteristisch für diese Buchenwaldart sind Waldmeister, Waldgerste, Einblütiges Perlgras, Frühlings-Platterbse und Nesselblättrige Glockenblume.

### Fauna
Im Süden des Gebiets liegt eine aufgelassene Tongrube mit steilen Wänden und einem Teich sowie periodisch wasserführenden Tümpeln. Bis vor wenigen Jahren wurde sie zum Abbau von Röt für ein Ziegelwerk genutzt. Die später entstandenen Feuchtbiotope sind der Lebensraum des Kammmolchs, der hier und im nahen Sengebachtal eine der größten bekannten bundesdeutschen Populationen bildet. Bemerkenswert ist auch das zahlenmäßig starke Vorkommen der Gelbbauchunke. Kammmolch und Gelbbauchunke gehören nach Anhang II der FFH-Richtlinie zu den „Tier- und Pflanzenarten von gemeinschaftlichem Interesse, für deren Erhaltung besondere Schutzgebiete ausgewiesen werden müssen“.
Für den Naturschutz hat das Gebiet des Trimberges auch große Bedeutung als Lebensraum für Geburtshelferkröte, Schlingnatter, Zauneidechse und Waldeidechse. Viele Fledermausarten, unter ihnen die streng geschützten Arten Großes Mausohr und Bechsteinfledermaus, haben hier ihre Jagdreviere. Von den nach der Europäischen Vogelschutzrichtlinie besonders zu schützenden Vogelarten sind Schwarzspecht, Grauspecht, Mittelspecht und Neuntöter im Gebiet vertreten.
Unter den nachgewiesenen Tagfaltern gehören Graubrauner Dickkopffalter, Schwalbenschwanz, Senfweißling, Großer Schillerfalter, Hundsveilchen-Perlmuttfalter, Perlgrasfalter und Brombeerzipfelfalter zu den seltenen Arten. Bei den im Schutzgebiet vorkommenden Libellenarten gelten Gemeine Winterlibelle und Torf-Mosaikjungfer als gefährdet.

## Kulturhistorische Bedeutung

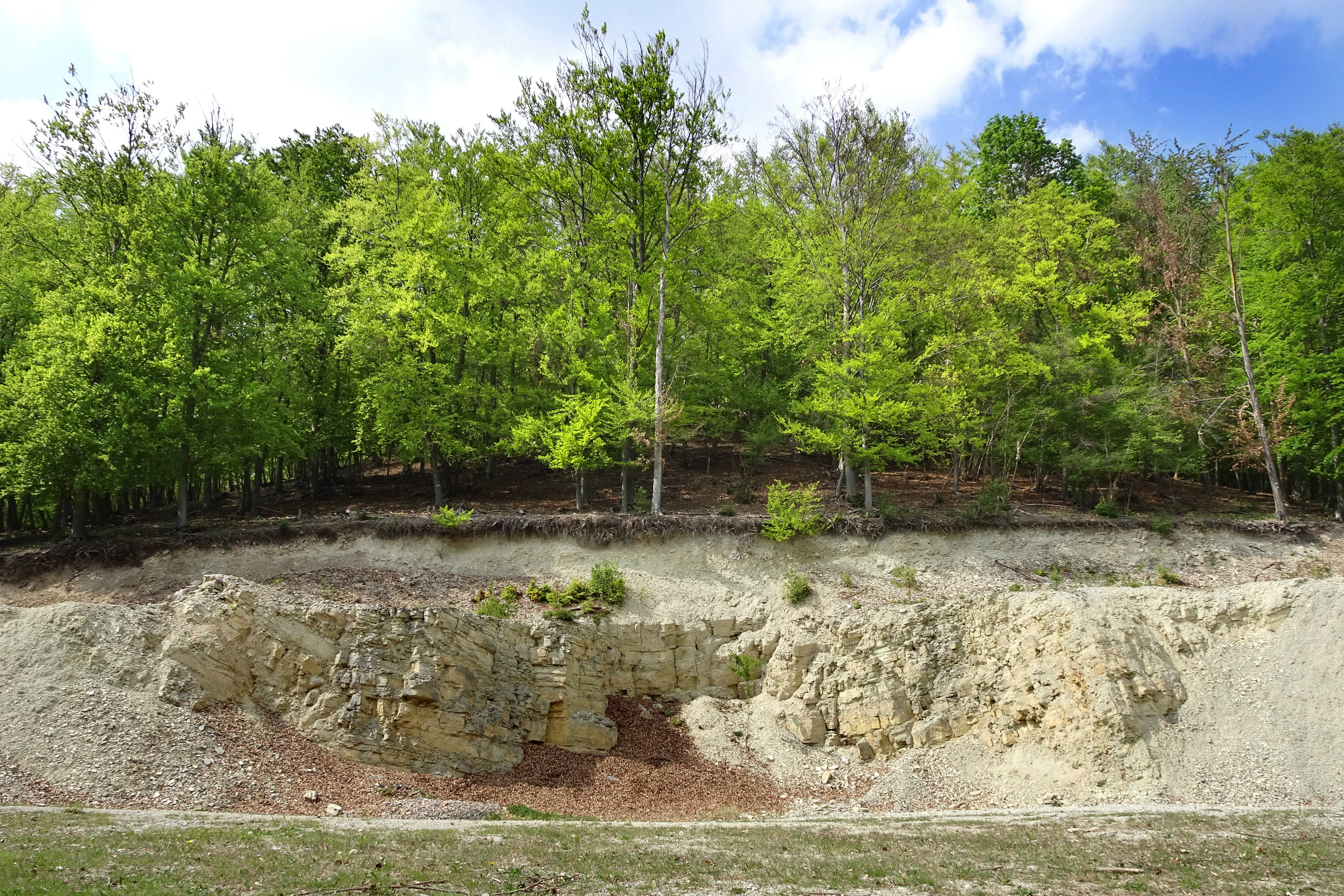
Eine Eingriffsgenehmigung lässt auf Teilflächen im Schutzgebiet die Abgrabung von Kalkschotter für den örtlichen Wegebau zu.

Die verschiedenen Biotope am Trimberg sind durch frühere menschliche Nutzungsformen entstanden oder wurden von diesen geprägt. Sie sind Überbleibsel einer ehemaligen Kulturlandschaft, die heute wegen der fortschreitenden Mechanisierung und Intensivierung der Landwirtschaft und dem Wandel in der Forstwirtschaft immer seltener wird.
Die vorherrschende Nutzungsart der Wälder war die traditionelle Niederwaldwirtschaft gewesen,
deren typische Strukturen noch in weiten Bereichen zu erkennen ist. Eine solche Nutzung fand in den sogenannten Hauwäldern am Trimberg bis etwa 1940 statt. Das eingeschlagene Holz wurde meistens als Brennholz verwertet oder diente zur Erzeugung von Lohe zum Gerben für die Lederherstellung, die einst in der nahegelegenen Kreisstadt Eschwege einer der Haupterwerbszweige war.
Der Muschelkalk des Trimbergs wurde an mehreren Stellen in kleinen Steinbrüchen abgegraben und im lokalen Bereich zum Wegebau verwendet. Das im Süden anstehende Röt diente im letzten Jahrhundert bis zum Anfang der 1990er Jahre zur Ziegelgewinnung. Danach wurde die Tongrube rekultiviert.

## Touristische Erschließung

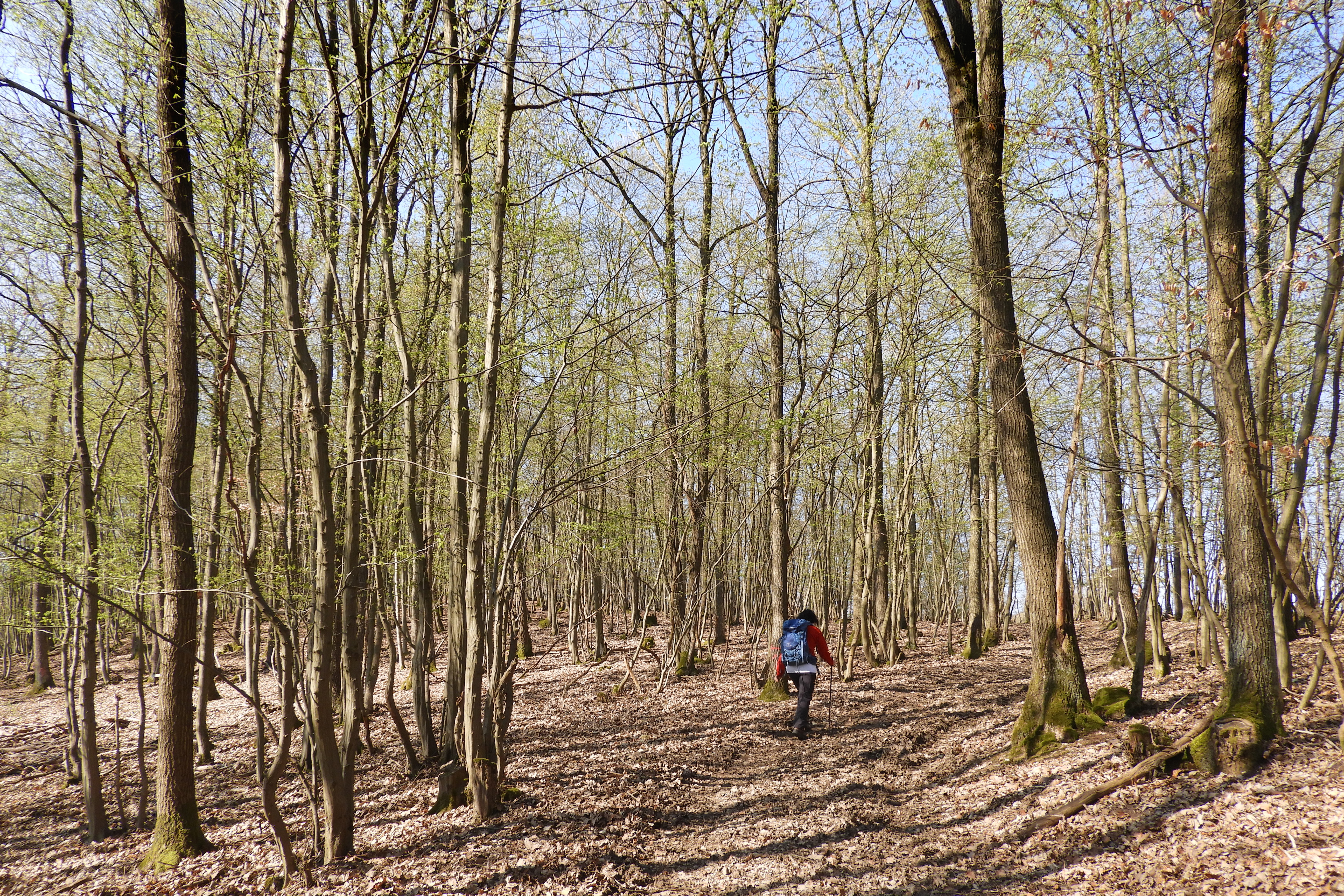
Der Wanderweg Nr. 25 führt von Reichensachsen über den Trimberg.

Das Schutzgebiet kann auf Wirtschaftswegen und den Wanderwegen 24 und 25 von Reichensachsen und Oetmannshausen aus begangen werden.